# Andreas Holm
Andreas Holm, de son vrai nom Hans-Joachim Hirschler, né le 22 octobre 1942 à Berlin, est un chanteur allemand.

## Biographie
À 13 ans, il chante dans le chœur des enfants du Staatsoper Unter den Linden. Il devient champion junior de judo, apprend le métier de coiffeur. Il chante dans des groupes amateurs comme le Manfred-Lindenberg-Sextett. Après l'envoi d'une maquette, il se produit à la Berliner Rundfunk en 1965 avec Das ist der Bikini-Shake (Ralf Petersen/Dieter Schneider) et Mein Herz ist ein Kompass der Liebe (Georg Möckel/Will Horn). En 1967, il remporte, aussi avec Erika Janikowa, la seconde place du concours de schlager en RDA avec Damit es keine Tränen gibt (Ralf Petersen/Fred Gertz). Il travaille alors avec le Fontana-Quintett dirigé par Dieter Janik.
Avec le label Amiga, il signe cinq albums et trente-et-un singles. Il se produit de nombreuses fois à la radio et à la télévision.
Dans les années 1980, sa carrière se calme. Depuis 1997, il se produit avec Thomas Lück pour des concerts et des disques.

## Source de la traduction
- (de) Cet article est partiellement ou en totalité issu de l’article de Wikipédia en allemand intitulé « Andreas Holm » (voir la liste des auteurs).